# Venture Stores
Venture Stores, Inc. was een winkelketen die zich richtte op de discountwarenhuizenmarkt met het hoofdkantoor in O'Fallon, Missouri.
John Geisse, voorheen van Target Stores, en Dave Babcock, uitvoerend voorzitter van May Department Stores, richtten de keten in 1968 op. Venture Stores breidde zich uit naar ruim 70 winkels met een groot marktaandeel in St. Louis, Chicago en Kansas City . In de loop van bijna 30 jaar breidde de keten zich uit naar verschillende gebieden in de Verenigde Staten en werd het de grootste discountketen in Chicago. In januari 1998 vroeg Venture Stores het faillissement aan en werd binnen zes maanden gesloten.

## Geschiedenis
De keten werd in 1968 opgericht toen Target- oprichter John F. Geisse bij May Department Stores ging werken. Volgens een schikking met het ministerie van Justitie op het gebied van antitrustwetgeving kon May op dat moment geen winkelketens meer overnemen. Het warenhuisbedrijf had daarom een manier nodig om te concurreren met de opkomende discountketens. Toen Dave Babcock van May hoorde dat Geisse was vertrokken bij Target Stores, sprak hij met Geisse over het starten van een nieuwe discountketen, wat resulteerde in de oprichting van Venture.
De eerste Venture-winkel werd op 29 januari 1970 geopend in Overland, Missouri, en op 24 maart 1970 werd een tweede vestiging geopend in Fairview Heights, Illinois. In 1976 ging Geisse met pensioen en verliet Venture Stores, dat inmiddels was uitgebreid tot twintig vestigingen. 
In 1978 kocht Venture Stores 23 Turn Style-vestigingen in de omgeving van Chicago van Jewel Food Stores en breidde het uit naar meer dan 40 vestigingen in het marktgebied van Chicago, waarvan vele in de stad. Het was de grootste discountketen in Chicago met naast Zayre / Ames ook vestigingen in de binnenstad. In 1990 scheidde Venture zich af van May en werd een particuliere onderneming.

Logo gebruikt van 1970-1991

De reclameslogan van Venture in de jaren 80 was: "Save at Venture, Save With Style". of "SWS". In de jaren negentig gebruikte Venture nog twee andere slogans. De eerste, die verband hield met een bedrijfsbreed vernieuwingsinitiatief dat de winkels meer op Kohl's moest laten lijken, was "See What's New For You!". Toen Venture sloot, was de slogan: "See What A Little Money Can Buy".

## Restaurants
Zoals gebruikelijk was in Amerikaanse warenhuizen, boden veel Venture-winkels een eetgedeelte in de winkel aan, dat doorgaans Café Venture werd genoemd. In deze zaak werden standaard Amerikaanse gerechten verkocht, zoals hamburgers en pizza, maar je kon er ook een 'hotdog met afgesneden uiteinden' krijgen. n het eetgedeelte was ook een tweede gedeelte waar popcorn, pretzels en Iced-drankjes werden verkocht.

## Faillissement
Eind jaren 1990 ontdekte de keten dat het niet in staat was om te concurreren met andere winkelketens, zoals Kmart, Target en Wal-Mart. Venture probeerde terug te keren naar de basisprincipes van een luxe discounter en verbouwde het grootste deel van zijn ruim 90 winkels. Terwijl Venture met enorme concurrentie te maken kreeg, maakte het een fatale fout door te proberen uit te breiden naar Texas in plaats van zijn kernmarkten te beschermen..Venture verkocht de winkels in Texas in 1996 aan Kmart en sloot het distributiecentrum in Corsicana, Texas. Op 20 januari 1998 ging het bedrijf failliet en probeerde het met een kleiner aantal winkels een doorstart te maken. De poging was niet succesvol en op 27 april 1998 kondigde het bedrijf de sluiting aan. De liquidatie van de winkelvoorraad duurde voort tot juli 1998. De meeste voormalige Venture-gebouwen werden overgenomen door andere ketens, voornamelijk Kmart (voor hun nieuwe Big Kmart-winkels destijds), anderen werden overgenomen door Kohl's, ShopKo en Burlington Coat Factory. 